# Rev II d'Ibérie
Rev II d'Ibérie (en géorgien : რევ II) est co-roi d'Ibérie de la dynastie dite « chosroïde », de 345 à 361.

## Biographie
Selon la Chronique géorgienne, il était le fils aîné du roi Mirvan III d'Ibérie et avait reçu le titre de roi du vivant même de son père. Il régnait comme corégent sur la Kakhétie avec comme capitale Oudjarma. La mort de Rev II survint la 25e année après la conversion du royaume, quelques mois avant celle de son père. Il avait épousé Salomé, la fille de Tiridate IV d'Arménie, dont :
- Sauromace, candidat du parti pro-romain au trône d’Ibérie, inconnu de la Chronique géorgienne et qui était un fils de Rev II selon Cyrille Toumanoff[1] ;
- Trdat.